# Klavdija Petrivna
Klavdija Petrivna (in ucraino Клавдія Петрівна?), pseudonimo di Solomija Jaroslavivna Opryško (in ucraino Соломія Ярославівна Опришко?; Hirne, 13 agosto 2005), è una cantante ucraina.

## Biografia
Klavdija Petrivna si è fatta conoscere col primo EP Berežy mene, pubblicato nel settembre 2023 e accolto commercialmente; dal progetto è stata estratta la hit Znajdy mene, classificatasi 3ª nella hit parade ucraina della Tophit. Anche le tracce Chto ty e Ja ščaslyva sono apparse nella top 200 nazionale. Qualche mese più tardi viene presentato il secondo EP e primo natalizio, dal titolo Zyma.
Nel febbraio 2024 ha inciso Ja tobi brechala, seconda entrata della cantante nella top 40 nazionale, e nell'aprile ha collaborato con Artem Pyvovarov in Baraban, prima numero uno dell'artista. Ha poi vinto lo YUNA alla miglior rivelazione, uno dei tre riconoscimenti per cui era in lizza.
Ïde dach, l'album in studio d'esordio dell'interprete, è stato reso disponibile commercialmente a partire dall'agosto 2024; la traccia omonima, un duetto con Maša Kondratenko, è stata quella più popolare, diventando l'ennesima entrata della cantante nella top 40 ucraina. Nel mese seguente è uscita Ne ljakaj, la sua terza entrata in top five, e Petrivna è stata inclusa nella lista annuale degli under 30 di Forbes Ukraïna. È stata poi candidata per cinque riconoscimenti agli YUNA, tra cui quello alla miglior artista femminile e quello al miglior album per Ïde dach.
Nel marzo 2025 è stata impegnata con una tournée musicale in Polonia e nel mese di giugno è stato presentato il terzo EP, dal titolo Intymna liryka.

## Discografia

### Album in studio
- 2024 – Ïde dach

### EP
- 2023 – Berežy mene
- 2023 – Zyma
- 2025 – Intymna liryka

### Singoli
- 2023 – Imperatory
- 2023 – Znajdy mene
- 2023 – Uže svitaje
- 2023 – Čorni bili (con Osty)
- 2024 – Snih (con Osty)
- 2024 – Ja tobi brechala
- 2024 – Baraban (con Artem Pyvovarov)
- 2024 – Teatr
- 2024 – Orbity (con i Tvorchi)
- 2024 – Ne ljakaj (con Osty)
- 2024 – Zyma
- 2025 – Nevže